# Konstancjusz I (patriarcha Konstantynopola)
Konstancjusz I, gr. Κωνστάντιος Α΄ (ur. 1770 w Konstantynopolu, zm. 5 stycznia 1859) – ekumeniczny patriarcha Konstantynopola w latach 1830–1834.

## Życiorys
Urodził się w 1770 r. w Konstantynopolu. Studiował w szkole patriarchalnej w Jassach oraz w Kijowie. W 1805 r. został wybrany arcybiskupem Synaju (przełożonym Klasztoru Świętej Katarzyny), stanowisko piastował aż do momentu kiedy został wybrany na patriarchę Konstantynopola w 1830 r. Zrezygnował z tej funkcji w 1834 r. Poświęcił się wtedy wyłącznie studiowaniu i pisaniu. Zmarł 5 stycznia 1859.